# Vinter i Sverige

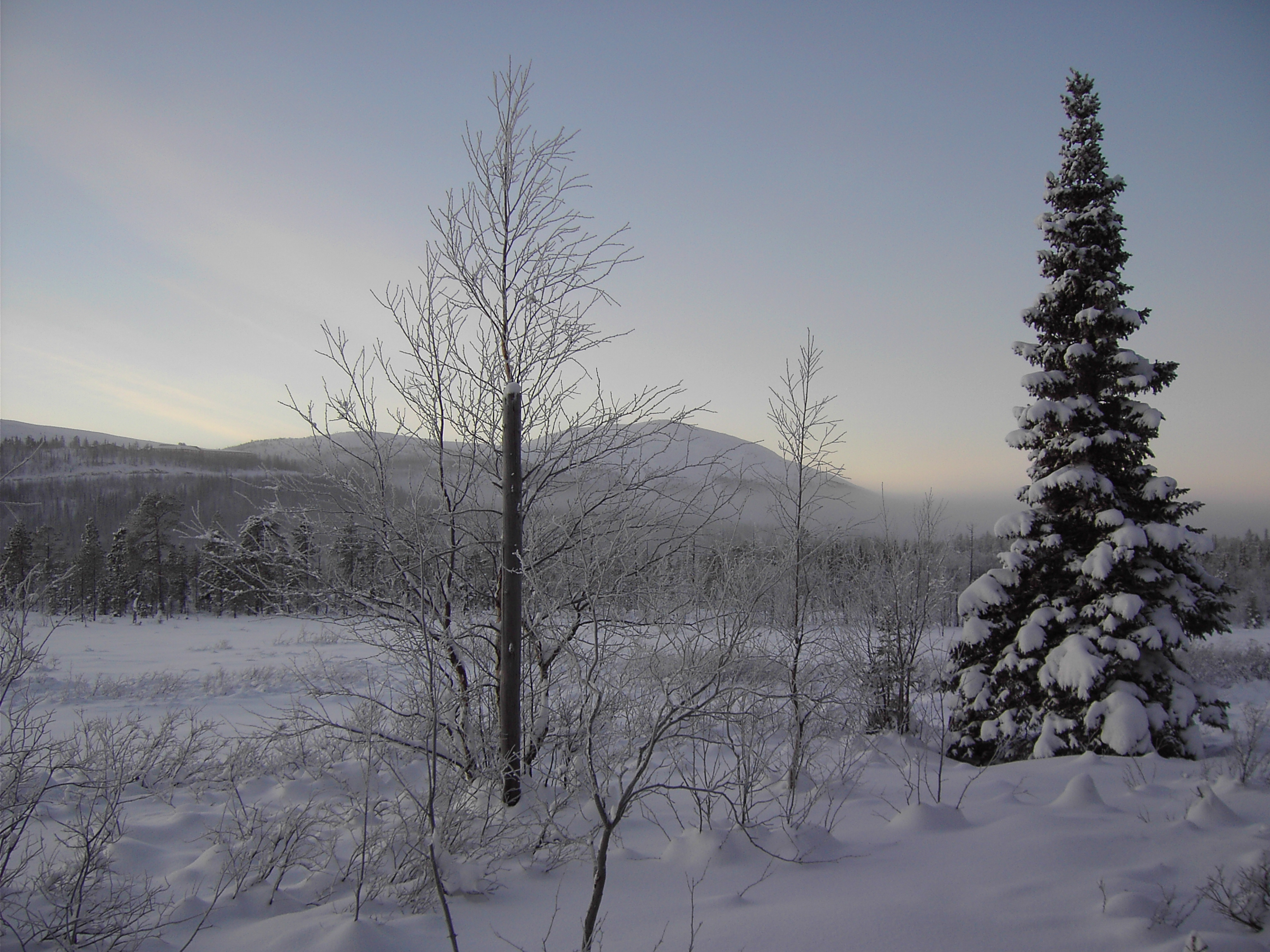
Dundret i Gällivare kommun i december 2005.

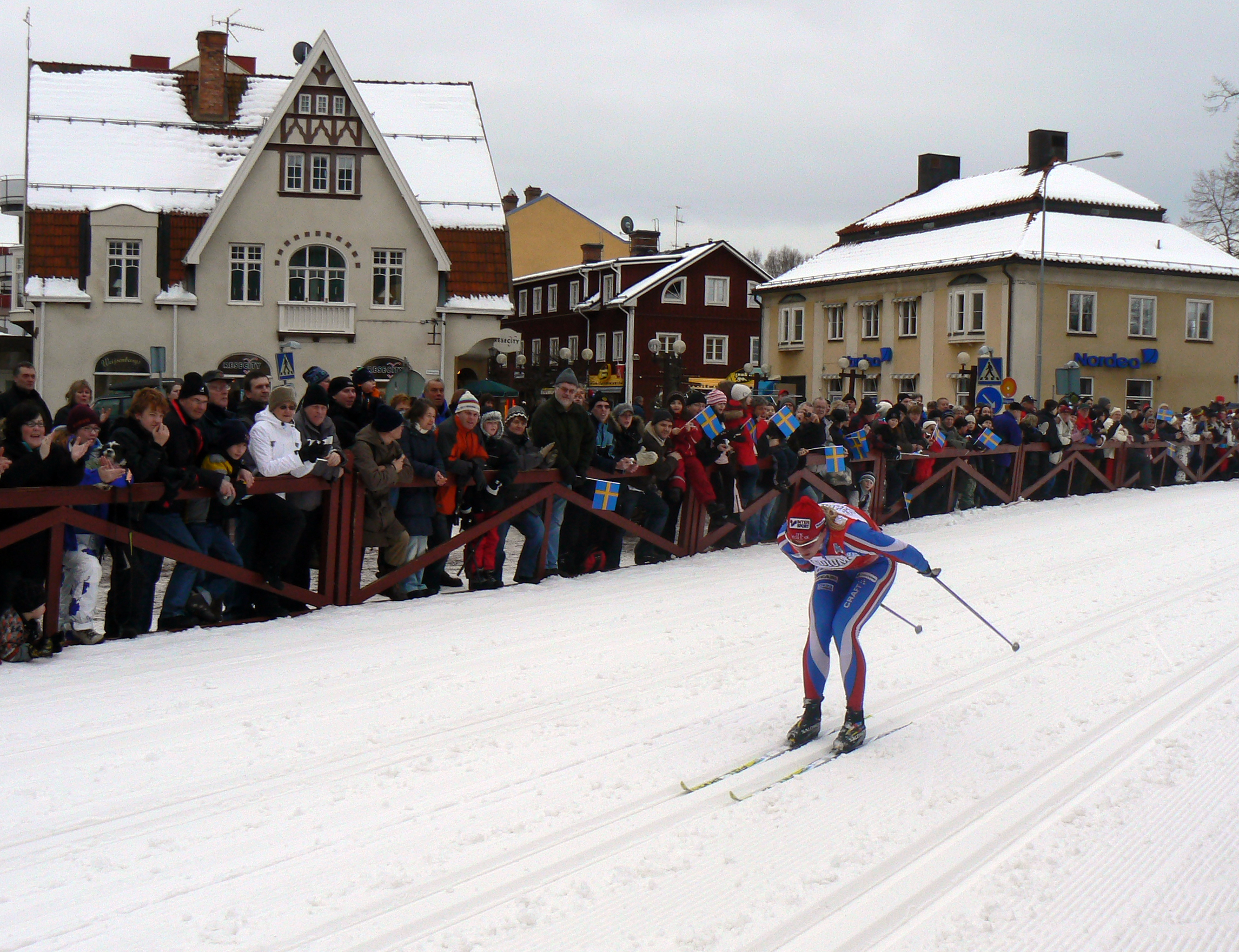
Vasaloppet 2006.

Vinter i Sverige omfattar framför allt perioden mellan november och mars, och enligt SMHI:s meteorologiska definition råder vinter då dygnsmedeltemperaturen som högst är 0 grader Celsius minst 5 dagar i sträck. Många djur sover i ide, och flyttfåglarna befinner sig på varmare breddgrader. Vanliga aktiviteter är bland annat vintersport, där Sverige på tävlingssidan haft flera framgångar. Den stora vinterhögtiden är julen, som infaller i som är årets mörkaste tid. Svenskt advents-, Lucia- och julfirande betonar ofta tanken om ljus i midvintermörkret på såväl världsligt som andligt håll. Den 31 december firar även Sverige nyårsafton, detta för att "välkomna" det kommande året.

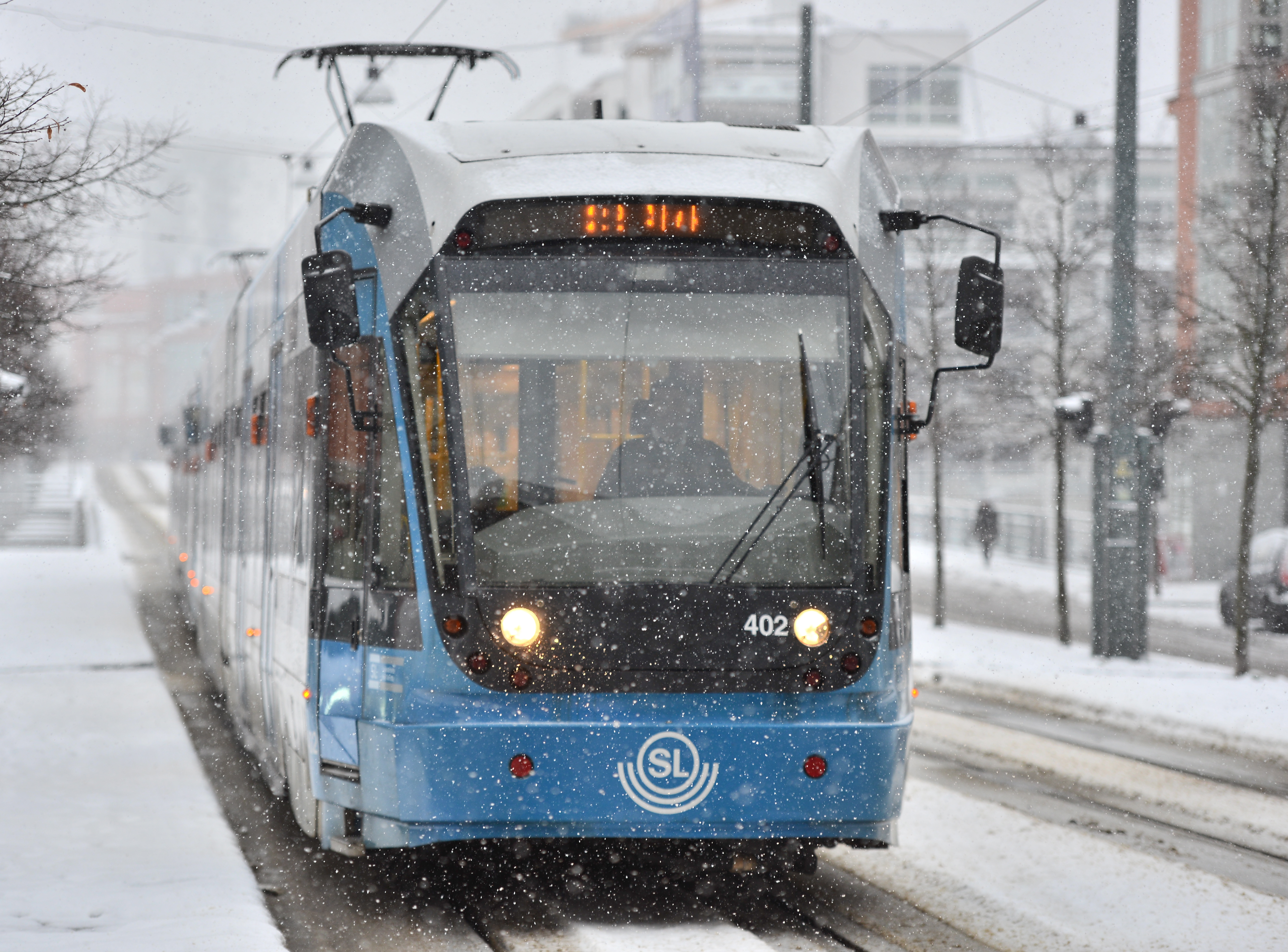
En spårvagn tar sig genom ett snöklätt Stockholm, november 2012.

Ute i trafik försvårar vintervädret ofta framkomligheten. Den första snön beskrivs ofta som "alltid lika överraskande", vilket syftar på att man borde vara mer förberedd med tanke på kännedomen om svensk vinter. 
I det gamla bondesamhället räknades ofta 1 november som den första vinterdagen. och då skulle utomhusarbetet vara avslutat. 

## SMHI:s vinterdefinition
Enligt SMHI kommer vintern till en plats i Sverige när dygnsmedeltemperaturen har varit under  0°C   i 5 dygn och varar tills dygnsmedeltemperaturen under sju dygn har varit över  0°C. Dock gäller även att våren inte kan ankomma före den 15 februari, vilket innebär att vinterns inträde respektive övergång i vår inte kan bestämmas förrän några dagar efteråt. SMHI är mycket noga med att påpeka att denna definition främst är till för att roa allmänheten, och att det alltså inte är fråga om någon vetenskaplig definition. Definitionen passar dåligt för de delarna av Sverige som har mildast vinterväder. Vissa år med ovanligt milt väder i januari och första halvan av februari har definitionen medfört att "årstid saknats". (Vintern har då, enligt SMHI-definitionen, inte ankommit före den 15 februari, på vissa platser)
För klimatmätning räknas (för varje mätplats) antal dygn enligt följande (med avseende på vintern):
- Dygn helt utan frost.
- Dygn med minimitemperatur under 0°C, men med dygnsmedeltemperatur över 0°C.
- Dygn med dygnsmedeltemperatur under 0°C, men med plusgrader under dygnets varmaste del.
- Dygn där temperaturen hela tiden ligger under 0°C.

Dygn med dygnsmedeltemperatur under 0°C (de två senare fallen enligt ovan) anses då att ha haft "vintertemperatur".

## Vinterns normala ankomst till Sverige enligt SMHI:s definition
- Kiruna 10 oktober
- Östersund 4 november
- Stockholm 6 december
- Göteborg 29 december
- Malmö 7 januari

### Fotnoter
1. 1 2  ”Vinter”. SMHI. 28 oktober 2011. Arkiverad från originalet den 7 juli 2014. https://web.archive.org/web/20140707064723/http://www.smhi.se/kunskapsbanken/vinter-1.22843. Läst 16 september 2014.
2. ↑  Daniel Svensson (1 mars 2014). ”Kriserna driver på idrottens utveckling”. Svenska dagbladet. http://www.svd.se/kultur/understrecket/kriserna-driver-pa-idrottens-utveckling_3318472.svd. Läst 16 september 2014.
3. ↑  Lasse Holmström (8 december 2012). ”Tankar i vintermörkret”. Sydsvenskan. Arkiverad från originalet den 6 juli 2013. https://web.archive.org/web/20130706224050/http://www.sydsvenskan.se/bil--trafik/lasse-holmstrom---kronika/tankar-i-vintermorkret/. Läst 16 september 2014.
4. ↑  ”Alla helgons dag”. Nordiska museet. https://www.nordiskamuseet.se/utforska/hogtider/alla-helgons-dag/. Läst 16 september 2014.
5. ↑  ”Vår”. SMHI. 28 oktober 2011. Arkiverad från originalet den 24 september 2015. https://web.archive.org/web/20150924123201/http://www.smhi.se/kunskapsbanken/meteorologi/var-1.1080. Läst 26 september 2015.
6. ↑  SMHIs hemsida, artiklar om årstiderna , även vår o höst